# Aleksandrs Fertovs
Aleksandrs Fertovs (* 16. června 1987, Riga, Lotyšská SSR, SSSR) je lotyšský fotbalový záložník a reprezentant, hráč klubu RFS Ryga.
Mimo Lotyšsko působil na Ukrajině.

## Reprezentační kariéra
Fertovs odehrál 4 zápasy za lotyšský reprezentační výběr do 21 let, připsal si jeden vstřelený gól.
V A-mužstvu reprezentace Lotyšska debutoval 14. 11. 2009 v přátelském zápase proti Hondurasu (prohra 1:2), dostal se na hřiště v 80. minutě.